# Milford (Míchigan)
Milford es una villa ubicada en el condado de Oakland, Míchigan, Estados Unidos. Según el censo de 2020, tiene una población de 6520 habitantes.

## Geografía
La localidad está ubicada en las coordenadas 42°35′19″N 83°36′6″O / 42.58861, -83.60167 (42.588539, -83.601648). Según la Oficina del Censo de los Estados Unidos, Milford tiene una superficie total de 6.55 km², de la cual 6.35 km² corresponden a tierra firme y 0.20 km² es agua.

## Demografía
Según el censo de 2020, hay 6520 personas residiendo en Milford. La densidad de población es de 1026.77 hab./km². El 91.44% de los habitantes son blancos, el 0.98% son afroamericanos, el 0.37% son amerindios, el 0.77% son asiáticos, el 0.72% son de otras razas y el 5.72% son de una mezcla de razas. Del total de la población, el 2.04% son hispanos o latinos de cualquier raza.